# Nordamerikanische und karibische Handballmeisterschaft der Männer 2014
Die 1. Nordamerikanische und karibische Handballmeisterschaft der Männer wurde vom 25. Februar bis 1. März 2014 in Mexiko ausgetragen. Der Veranstalter dieser Austragung der nordamerikanischen und karibischen Handballmeisterschaft der Männer war die Handballkonföderation Nordamerikas und der Karibik (NACHC).

## Austragungsort
Mexiko-Stadt wurde zum Austragungsort bestimmt.

## Teilnehmer
An dem Turnier nahmen die Mannschaften aus Grönland, Kuba, Mexiko, Puerto Rico und den Vereinigten Staaten teil.
| Pl.                                      | Auswahl            | Sp. | S | U | N | Tore      | Diff. | Punkte |
| ---------------------------------------- | ------------------ | --- | - | - | - | --------- | ----- | ------ |
| 1.                                       | Grönland           | 4   | 4 | 0 | 0 | 0131:1090 | +22   | 08:00  |
| 2.                                       | Kuba               | 4   | 3 | 0 | 1 | 0109:930  | +16   | 06:20  |
| 3.                                       | Vereinigte Staaten | 4   | 2 | 0 | 2 | 0100:970  | +3    | 04:40  |
| 4.                                       | Mexiko             | 4   | 1 | 0 | 3 | 0100:1120 | −12   | 02:60  |
| 5.                                       | Puerto Rico        | 4   | 0 | 0 | 4 | 0102:1310 | −29   | 00:80  |
| Quelle: todor66.com, Stand: 1. März 2014 |                    |     |   |   |   |           |       |        |

Legende: